# Ludvika herrgård

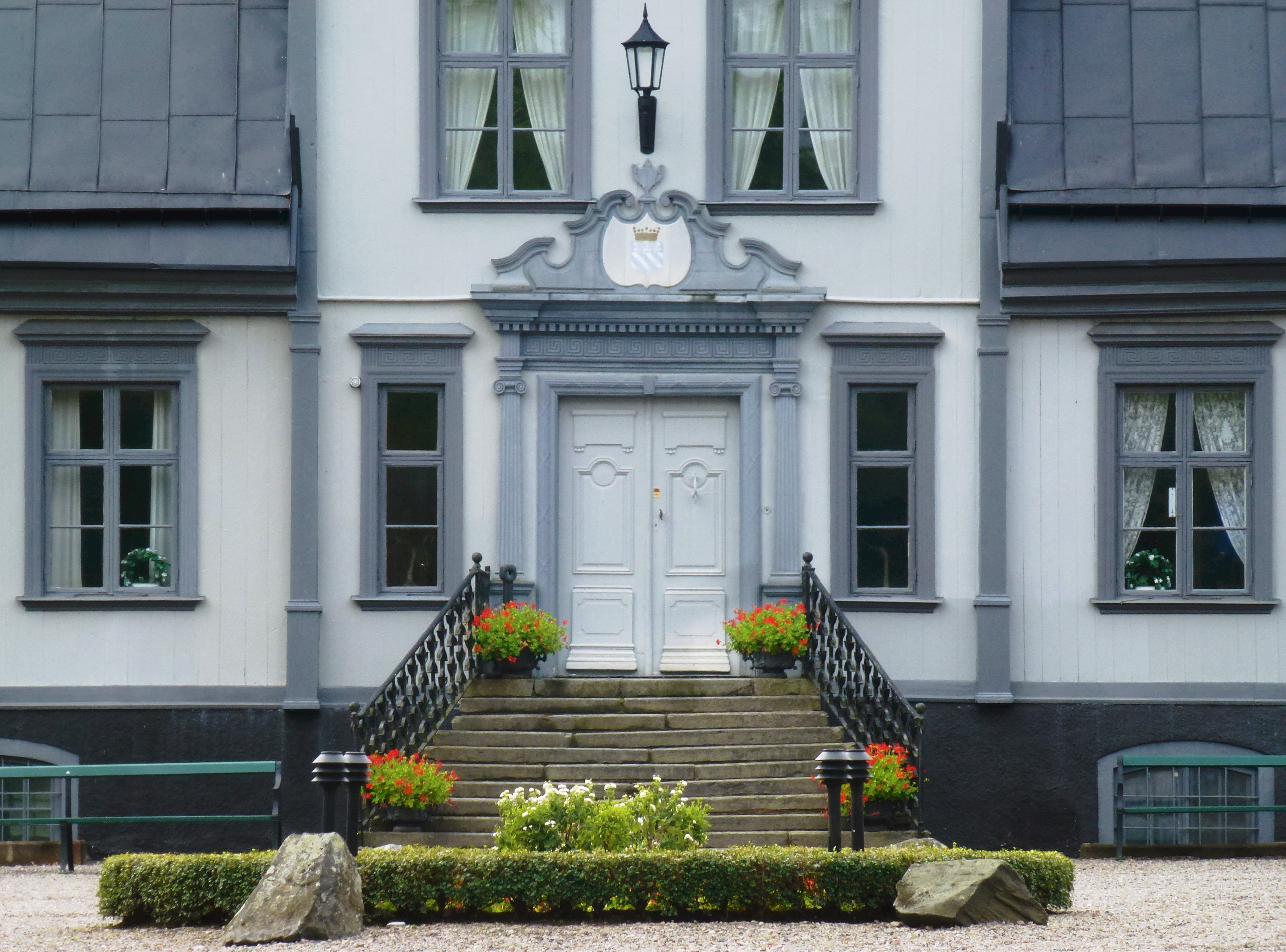
Ludvika herrgård, huvudentré, augusti 2013.

Ludvika herrgård ligger intill Ludvika ström i tätorten Ludvika, Dalarnas län. Nuvarande huvudbyggnad uppfördes i slutet av 1700-talet medan de båda flygelbyggnaderna är av äldre datum. Herrgården är intimt förknippad med Ludvika bruks historik och familjen Roth som ägde och bebodde gården från 1836 fram till 1980-talet. Idag ägs gården av Hitachi Energy i Ludvika som nyttjar den i representativa sammanhang.

## Historik
År 1726 förvärvade landshövdingen i Kopparbergs län Jonas Cedercreutz Ludvika bruk av kronan. Med Cedercreutz upplevde bruket sin blomstringstid och hörde till Sveriges största järnverk. Han bebodde Ludvika herrgård från 1720 till sin död 1727. 
Bruket gick i arv till sonen Carl Gustaf och sedan till sonsonen Johan Axel. Han lät uppföra den nuvarande huvudbyggnaden i slutet av 1700-talet sedan den äldre gården brunnit år 1785. De båda fristående flygelbyggnaderna står kvar från den tidigare anläggningen, deras ålder är okänd.

## Planen och byggnaden

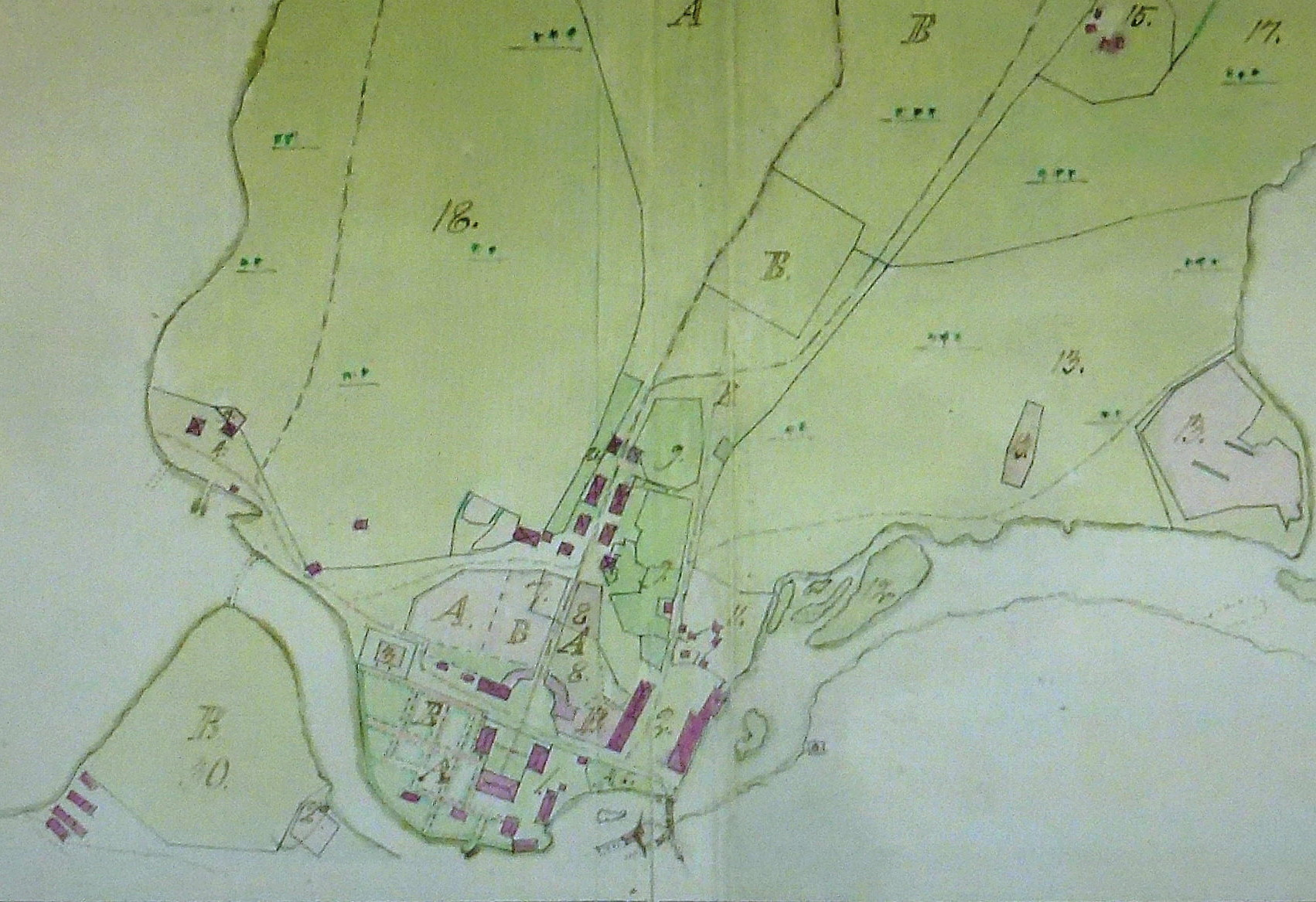
Herrgården och Hammarbacken, 1794.

Brukets gård och bostäder anlades efter ett centralperspektiv förlagda utmed en nord-sydlig axel samt vid sidorna enstaka ekonomibyggnader. På Ludvika strömmens södra sida uppfördes på 1750-talet Ludvika Ulrica kyrka. Tomten hade donerats av brukets ägare  Johan Axel Cedercreutz. Kyrkans mittaxel kan följas mot norr över strömmen där den går genom herrgårdens huvudbyggnad. Från herrgårdens framsida utgick bruksgatan Hammarbacken.
Ludvika herrgårds byggnader är uppförda i trä. Huvudbyggnad har en våning med stor vindsvåning under ett brutet och valmat tak, idag täckt med plåt. Husets centrum med entrén mot norrsidan accentueras av en mittrisalit i två våningar, även sydsidan smyckas av en något bredare mittrisalit. Båda avslutas upptill med en volutgavel. Gaveln mot öst pryds av en indragen balkong. 
Flyglarna är enklare gestaltade. Även de har en våning med stor vindsvåning under ett brutet och valmat tak (västra flygeln) respektive säteritak (östra flygeln) samt mittrisalit i två våningar. Samtliga byggnader är avfärgade i ljusgrå kulör med mörka omfattningar och hörn. 
Till gården hör idag några ekonomibyggnader samt en gångbro med lusthus över Ludvika ström och ett litet ekotempel som står på en klippa mitt i strömfåran.

### Historiska bilder

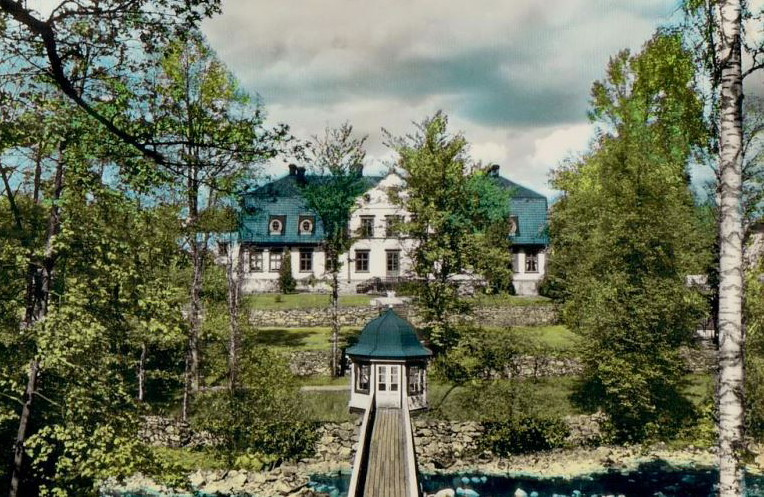
Fasad mot syd med gångbron och lusthuset, äldre vykort
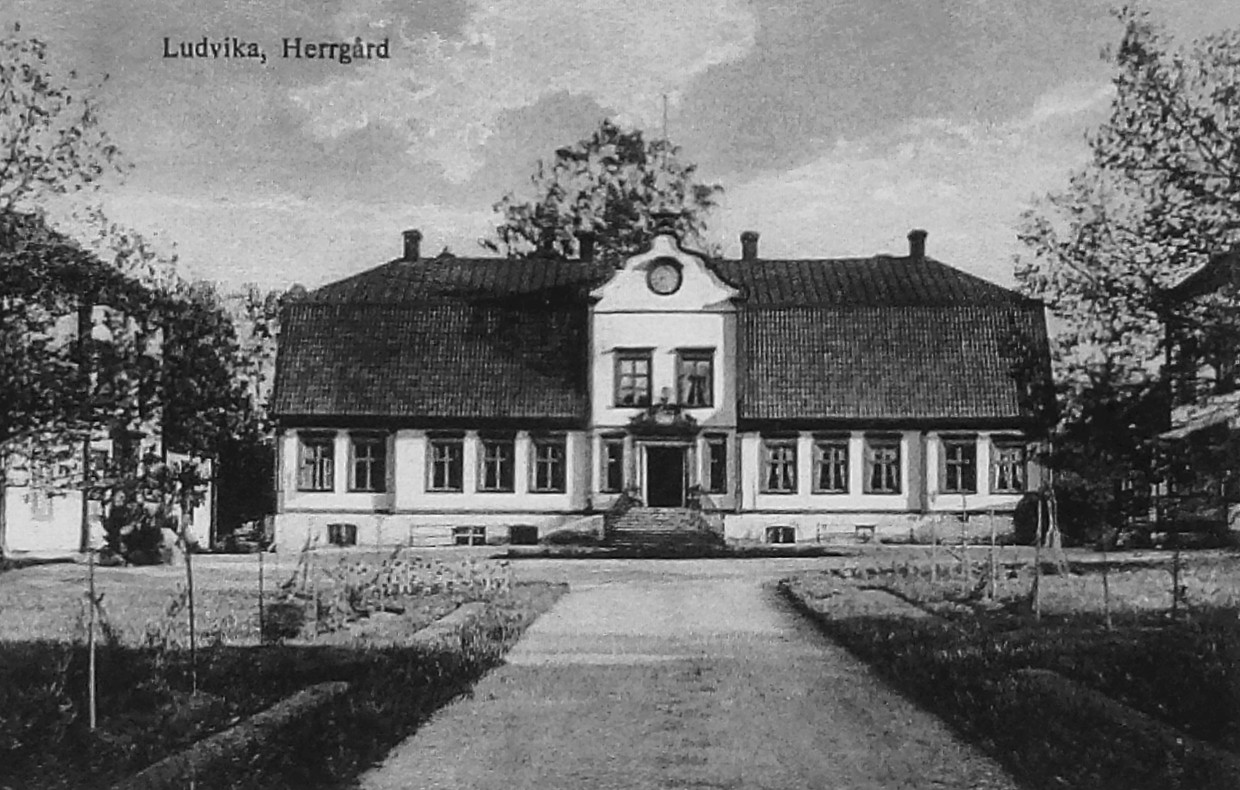
Fasad mot norr, äldre vykort
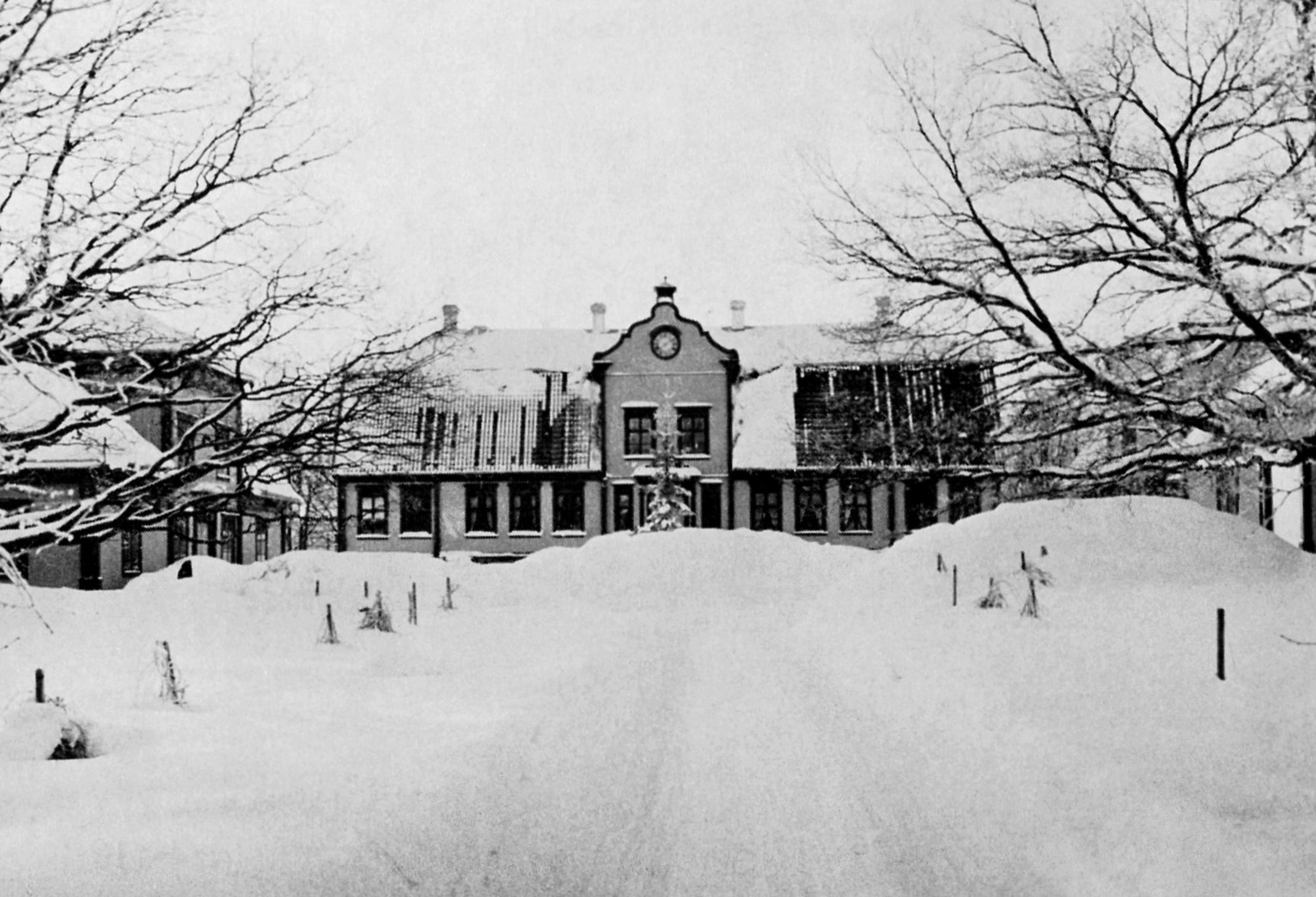
Fasad mot norr, vinter 1960-tal
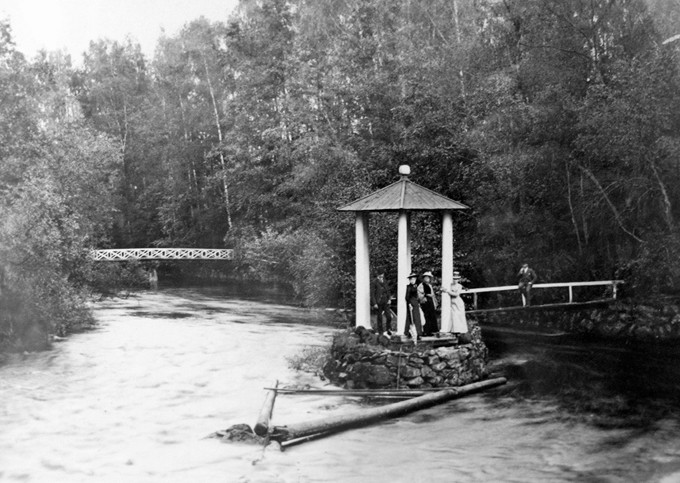
Ludvika ström med Ekotemplet, ca 1900

## Ägare och boende
Bland de tidigaste ägarna av Ludvika herrgård märks Jonas Cedercreutz som bodde på gården från 1720 till sin död 1727. Bruket med gården gick i arv till sonen Carl Gustaf och sedan till sonsonen Johan Axel Cedercreutz. År 1823 eller 1825 köpte Anders Pettersson Wetterdal (1771-1840) upp samtliga andelar i bruket efter familjen Cedercreutz och fick då även ta över gården. 
År 1836 blev grosshandlaren från Stockholm, Carl Reinhold Roth (1797-1858), den förste brukspatronen med namnet Roth på Ludvika bruk och gård. 1885 blev sonen Carl Edward Roth genom arv ensam ägare till gården. Vid hans frånfälle 1898 övergick bruket och gården till tre söner. Dessa bildade 1901 aktiebolaget Ludvika Bruksegare, som övertog rörelsen med den äldste sonen, häradshövding och advokaten Carl Roth (1862-1932), som chef.
Några år efter Carl Roths död inflyttade svärsonen Atle Lundström med familj. Lundström var på 1920-talet chef för Nyhammars bruk och bland annat verkställande direktör för Ludvika kraftverk. Efter hans död 1955 bodde hustrun, Augusta Lundström, född Roth, på gården fram till 1981, då hon avled 87 år gammal. Idag ägs gården av Hitachi Energy-Ludvika. Herrgården, bestående av huvudbyggnad och två flyglar är ett fornminne med beteckning RAÄ-nummer Ludvika 71:1.

### Nutida bilder

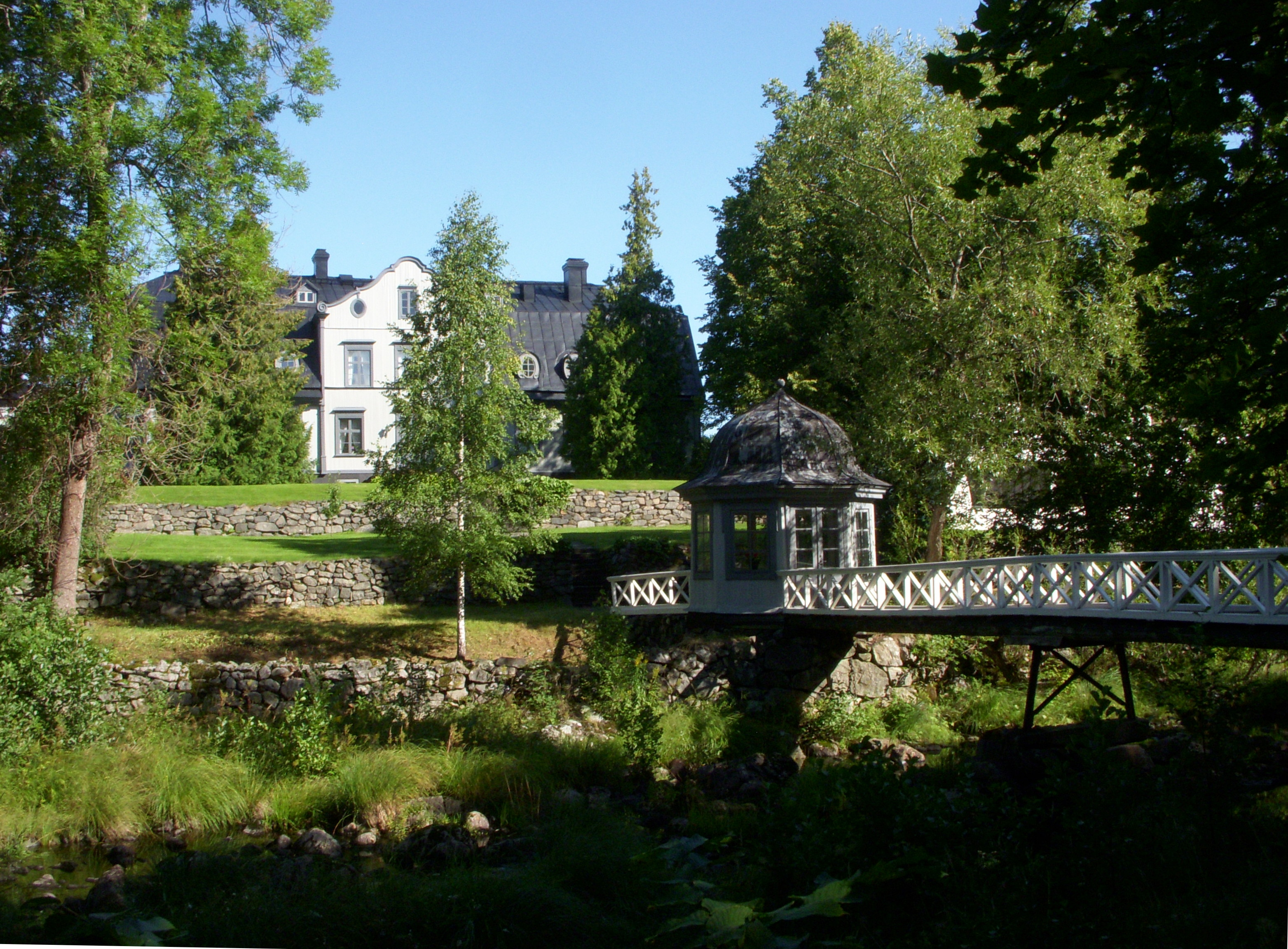
Fasad mot syd med gångbron och lusthuset
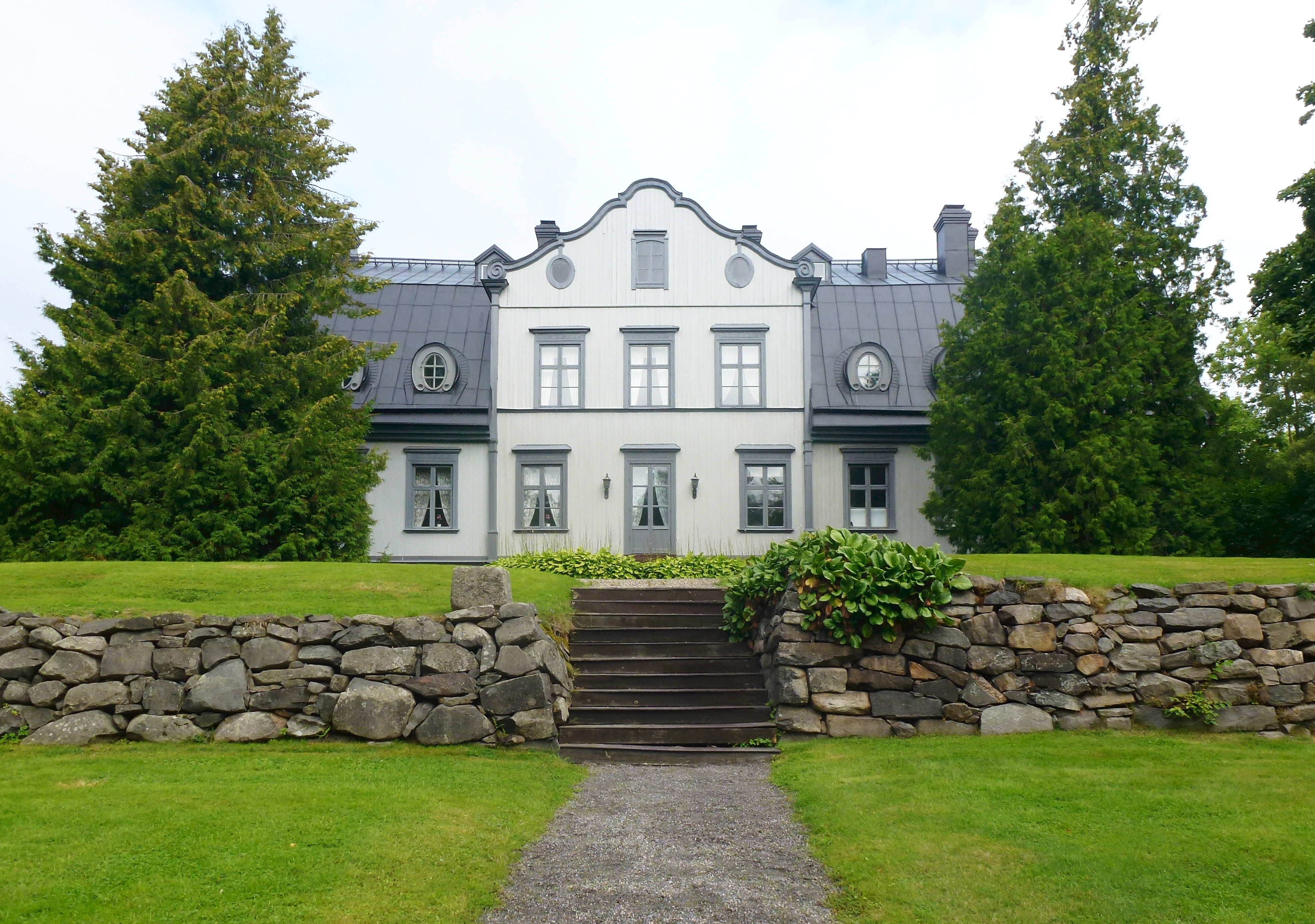
Fasad mot syd
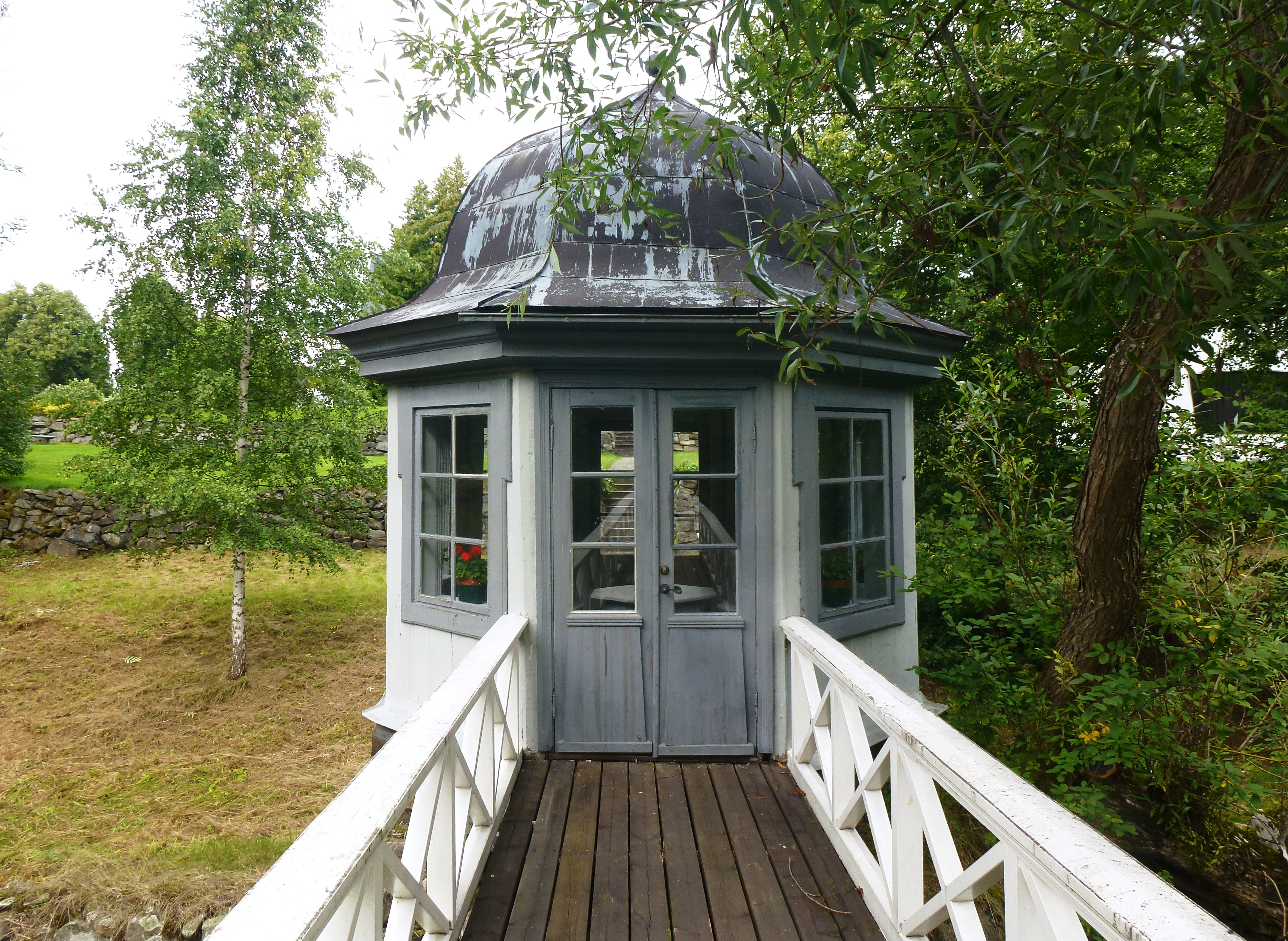
Gångbron och lusthuset
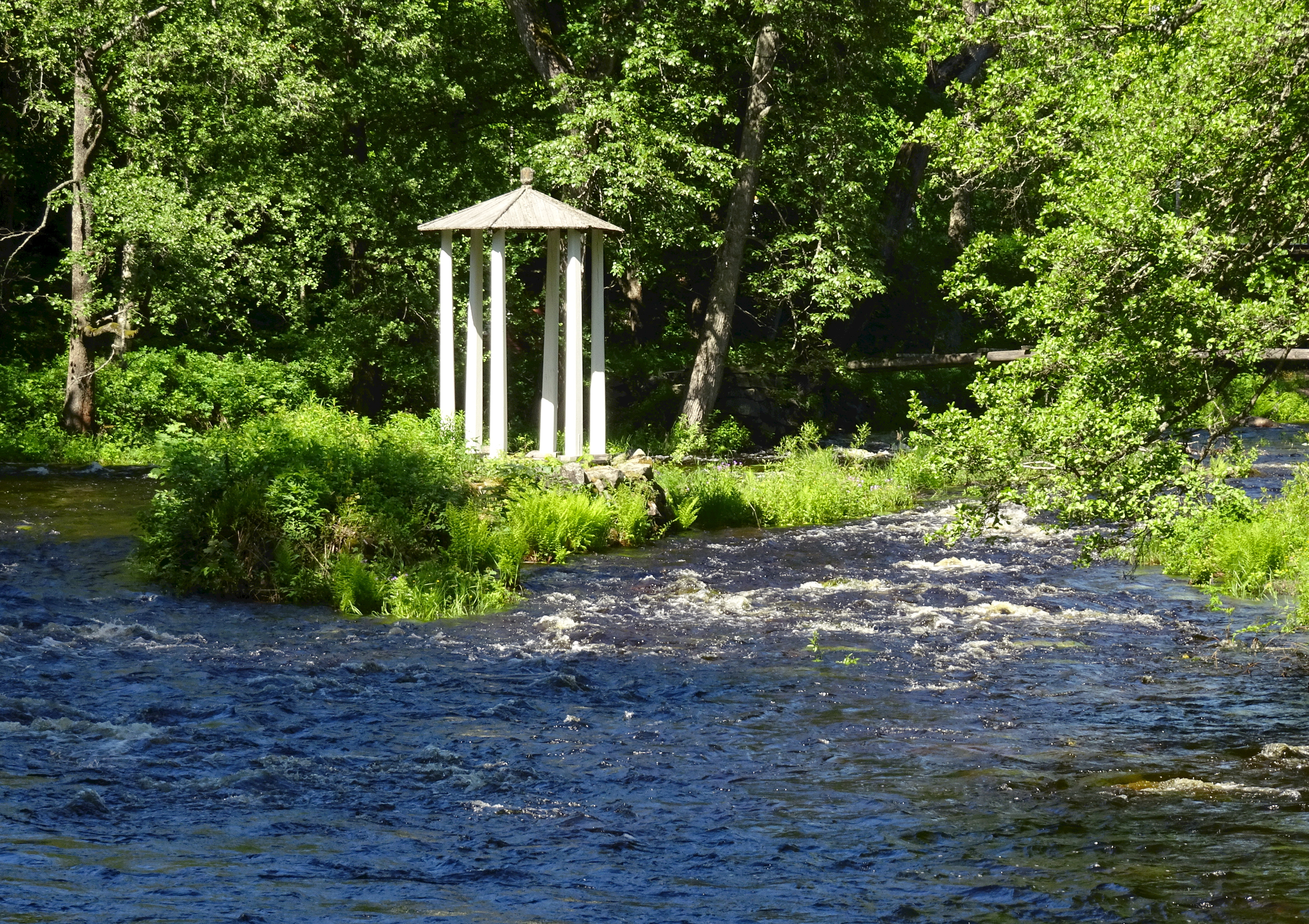
Ludvika ström med Ekotemplet